# Петров, Андрей Николаевич (комендант)
Андре́й Никола́евич Петро́в (15 (27) октября 1811 — 5 (17) января 1878; Павловск) — генерал-лейтенант русской императорской армии, комендант Павловска.

## Биография
Родился 15 (27) октября 1811 года, происходил из дворян Санкт-Петербургской губернии. Воспитание получил в частном учебном заведении.
10 сентября 1827 года поступил на службу унтер-офицером в лейб-гвардии Подольский кирасирский полк. Принял участие в усмирении польского восстания, включая все важнейшие сражения кампании 1831 года: 13 февраля под Прагой на Гроховских полях, 7 июня в сражении под Вильно, под Минском, 2 сентября под Калишем. 26 августа 1831 года за храбрость, проявленную при взятии Варшавы, произведён в эстандарт-юнкера.
20 февраля 1832 года произведён в корнеты в лейб-гвардии Уланский Его Императорского Высочества Великого Князя Михаила Павловича полк. 21 апреля 1835 года произведён в поручики. В дальнейшем произведён в штабс-ротмистры и назначен полковым адъютантом. 15 апреля 1845 года произведён в ротмистры с оставлением в той же должности.
В следующем году переименован в армейские подполковники и 17 апреля 1846 года назначен командиром округа Новгородского удела пахотных солдат № 1.
25 января 1852 года назначен на должность старшего адъютанта штаба Его Императорского Высочества командующего гвардейскими и гренадерским корпусами с переводом ротмистром обратно в лейб-гвардии Уланский Его Императорского Высочества Наследника Цесаревича полк.
30 марта 1852 года произведён в полковники. С началом Крымской войны назначен состоять в Управлении штаба войск, оставшихся в Санкт-Петербурге.
29 января 1856 года назначен командиром Гвардейской берейторской школы. 22 сентября 1857 года награждён орденом Святого Владимира 4-й степени с бантом за выслугу 25 лет в офицерских чинах.
30 августа 1861 года произведён в генерал-майоры с зачислением по армейской кавалерии и оставлением исправлять должность командира Гвардейской берейторской школы.
С 1862 по 1865 год состоял при Министерстве внутренних дел.
17 июня 1865 года назначен на должность помощника начальника 12-й пехотной дивизии, а 18 августа 1866 года — помощника начальника 5-й пехотной дивизии, оставался в этой должности до 1872 года.
В 1872 году некоторое время состоял за штатом, после чего был зачислен по запасным войскам.
В начале 1875 года назначен комендантом города Павловска. 30 августа 1876 года произведён в генерал-лейтенанты.
Скончался в Павловске 5 (17) января 1878 года; похоронен на городском кладбище.

## Награды
За время службы удостоен наград:
- знак отличия за военное достоинство 5-й степени (1831)
- орден Святого Станислава 3-й степени (1844)
- орден Святой Анны 3-й степени (11.04.1848)
- орден Святой Анны 2-й степени (08.04.1851)
- знак отличия беспорочной службы за XX лет (1853)
- императорская корона к ордену Святой Анны 2-й степени (1855)
- орден Святого Станислава 2-й степени с императорской короной (30.08.1857)
- орден Святого Владимира 4-й степени с бантом за выслугу 25 лет (22.09.1857)
- знак отличия беспорочной службы за XXV лет (1858)
- орден Святого Владимира 3-й степени (08.09.1859)
- орден Святого Станислава 1-й степени (16.04.1867)
- знак отличия беспорочной службы за XL лет (1876).